# Wahl zur Nordirland-Versammlung 2007
- SF: 28
- SDLP: 16
- GPNI: 1
- Alliance: 7
- Unabh.: 1
- PUP: 1
- UUP: 18
- DUP: 36

- SF: 4
- SDLP: 1
- UUP: 2
- DUP: 5

- Nationalisten: 44
- Andere: 8
- Unionisten: 56

Bei der Wahl zur Nordirland-Versammlung 2007 am 7. März 2007 wurde die Northern Ireland Assembly, die „Nordirland-Versammlung“, neu gewählt. Im Ergebnis verloren die gemäßigten Parteien, die ursprünglich das Karfreitagsabkommen ausgehandelt hatten, und die radikaleren Parteien auf der unionistischen und der republikanischen Seite gewannen an Stimmen und Mandaten hinzu. Trotzdem war die Wahl ein Erfolg, da anschließend wieder eine nordirische Regionalregierung gebildet werden konnte.

## Vorgeschichte
Die Wahl 2007 war die insgesamt dritte Wahl zur Nordirland-Versammlung seit dem Karfreitagsabkommen von 1998. Bei der vorangegangenen Wahl 2003 hatten die Democratic Unionist Party (DUP) und Sinn Féin (SF) deutlich an Stimmen hinzugewonnen. Bei den folgenden Verhandlungen zur Bildung einer Regionalregierung für Nordirland kam es zu keiner Einigung, da sich die DUP weigerte, Sinn Féin eine Teilhabe an der Macht zuzugestehen, solange diese nicht eindeutig ihre Verbindungen zur IRA auflösen würde. Die neu gewählte Versammlung wurde daher durch die britische Regierung suspendiert und trat kein einziges Mal zusammen. Seit Januar 2004 fanden jedoch Gespräche zwischen Vertretern der verschiedenen Parteien statt, um die festgefahrenen Verhältnisse zu ändern. In gemeinsamen Gesprächen zwischen der britischen Regierung, der Regierung der Republik Irland und den Vertretern der Parteien Nordirlands wurde am 11. bis 13. Oktober 2006 in St Andrews (Schottland) eine Einigung (St-Andrews-Abkommen, St Andrews Agreement) erzielt. Alle politischen Lager Nordirlands machten darin Zugeständnisse und die DUP erklärte sich mit einer Beteiligung von SF an der politischen Macht einverstanden. Das Abkommen sah eine Wiederherstellung der Nordirland-Versammlung und die schrittweise Übertragung von politischen Befugnissen an diese bzw. an die nordirische Regionalregierung im Rahmen eines Zeitplans („roadmap“) vor. Gleichzeitig wurde die Neuwahl der Nordirland-Versammlung vereinbart. Als Wahltermin wurde der 7. März 2007 festgesetzt.

## Wahlrecht
Die Wahl erfolgte nach einem Präferenzwahlsystem (single transferable vote). In den 18 nordirischen Wahlkreisen für das Parlament in Westminster wurden jeweils 6 Abgeordnete gewählt. Das gesamte Parlament umfasste somit 108 Abgeordnete.

## Parteienspektrum
Die folgende Tabelle gibt einen groben Überblick über die politische Ausrichtung der größten Parteien. Das Parteienspektrum teilte sich ziemlich weitgehend entlang der Konfessionsgrenzen. Protestanten waren meist den unionistischen Parteien verbunden und Katholiken der republikanischen Seite.
| Partei                             | Kürzel   | Politische Richtung |
| ---------------------------------- | -------- | --- |
| Ulster Unionist Party              | UUP      | konservativ unionistisch |
| Social Democratic and Labour Party | SDLP     | republikanisch-sozialdemokratisch |
| Democratic Unionist Party          | DUP      | radikal unionistisch, lehnte ursprünglich das Karfreitagsabkommen ab                                                                       |
| Sinn Féin                          | SF       | politischer Arm der IRA, republikanisch |
| Alliance Party of Northern Ireland | Alliance | liberal, ursprünglich unionistisch, später zunehmend „neutral“                                                                             |
| Northern Ireland Unionist Party    | NIUP     | unionistisch-konservativ, lehnte das Karfreitagsabkommen ab                                                                                |
| UK Unionist Party                  | UKUP     | radikal-unionistisch, lehnte Karfreitagsabkommen und Selbstverwaltung Nordirlands ab                                                       |
| Progressive Unionist Party         | PUP      | Unionismus, politischer Arm der Ulster Volunteer Force, sozialpolitisch eher im Mitte-Links-Spektrum, befürwortete das Karfreitagsabkommen |

Ein wesentlicher Punkt des Wahlkampfes war die Frage, welche Partei am meisten Stimmen bzw. Mandate erhalten würde. Nach dem Abkommen von St Andrews sollte diese Partei das Recht haben, den First Minister zu nominieren, die zweitstärkste Partei sollte dessen Stellvertreter (Deputy) benennen. Auf unionistischer Seite rivalisierten DUP und UUP, auf republikanischer Seite Sinn Féin und SDLP.

## Ergebnisse
Die folgende Tabelle zeigt die Wahlergebnisse. Die Stimmenangaben in der Tabelle entsprechen den Stimmen erster Präferenz. Die Wahlbeteiligung betrug 62,3 % und lag damit geringfügig niedriger als bei der letzten Wahl 1998 (damals 63,05 %). Insgesamt standen 252 Kandidaten zur Wahl. Ein Kandidat trat gleichzeitig in 6 Wahlkreisen an.

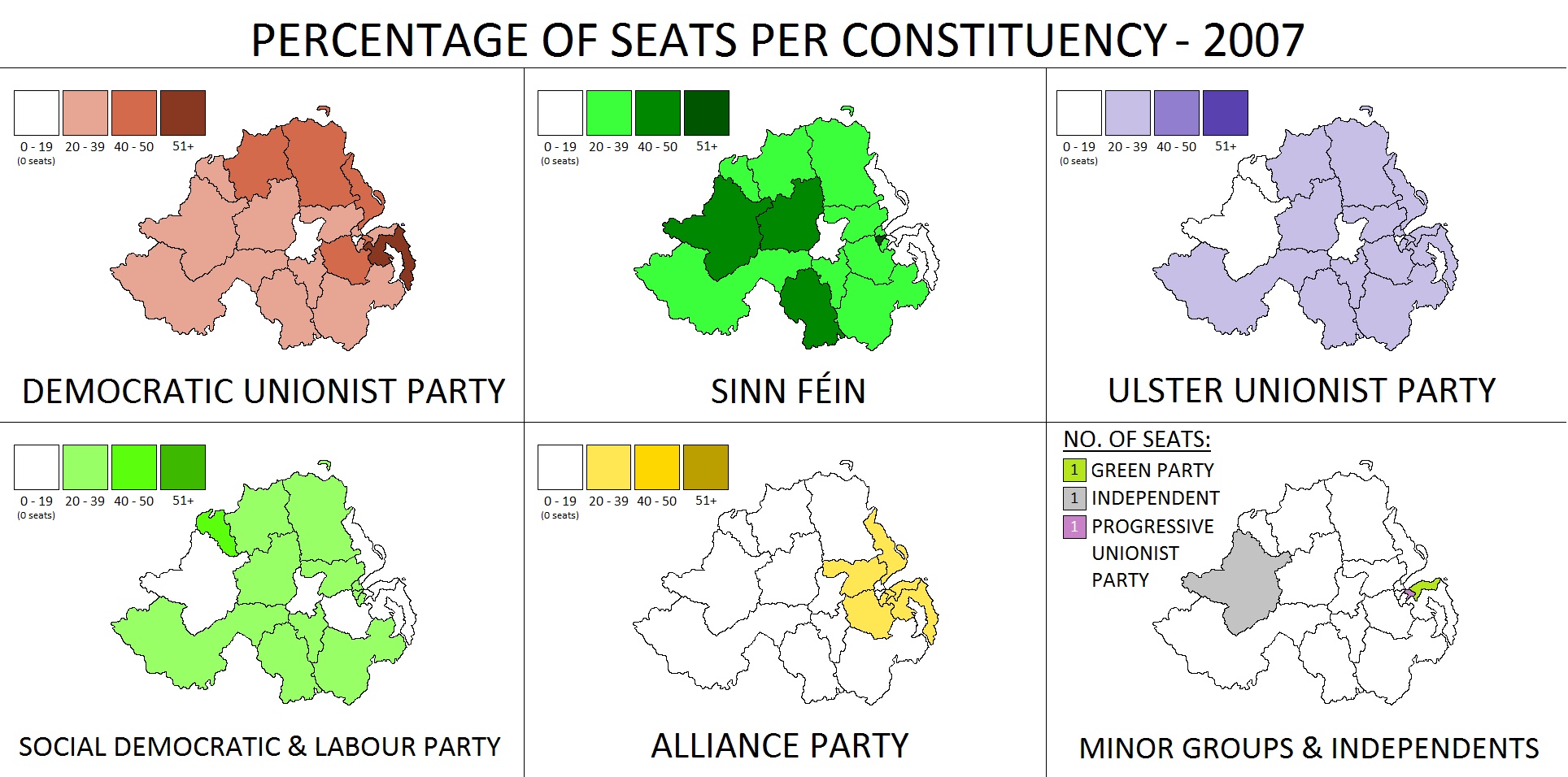
Prozentsatz der gewonnenen Sitze je Wahlkreis und Partei in den 18 Wahlkreisen

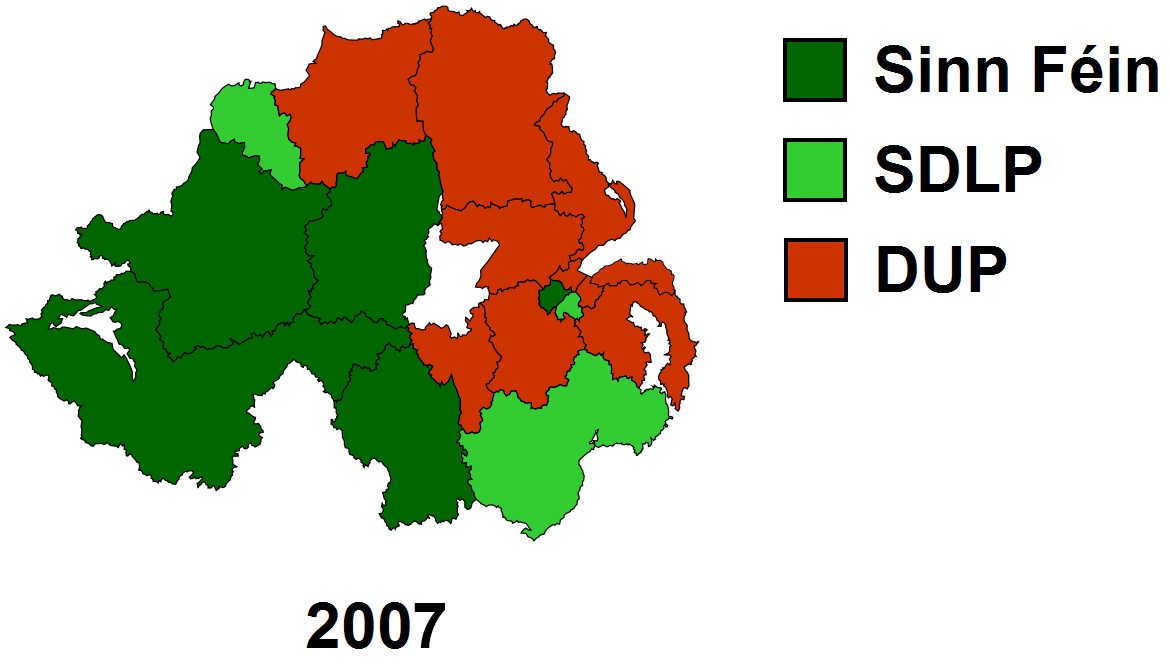
Relative Mehrheiten (stimmenstärkste Parteien) in den 18 Wahlkreisen:

| Partei                        | Parteiführer         | Kandidaten | Sitze | Änderung zu 2003 | Stimmen erster Präferenz | in %  | Änderung zu 2003 |
| ----------------------------- | -------------------- | ---------- | ----- | ---------------- | ------------------------ | ----- | ---------------- |
| DUP                           | Ian Paisley          | 46         | 36    | ▲6               | 207.721                  | 30,1  | ▲4,4             |
| Sinn Féin                     | Gerry Adams          | 37         | 28    | ▲4               | 180.573                  | 26,2  | ▲2,6             |
| SDLP                          | Mark Durkan          | 35         | 16    | ▼2               | 105.164                  | 15,2  | ▼1,8             |
| UUP                           | Reg Empey            | 38         | 18    | ▼9               | 103.145                  | 14,9  | ▼7,7             |
| Alliance                      | David Ford           | 18         | 7     | ▲1               | 36.139                   | 5,2   | ▲1,5             |
| Unabhängige                   | –                    | 20         | 1     | ▬                | 19.471                   | 2,8   | ▲1,9             |
| Grüne                         | John Barry           | 13         | 1     | ▲1               | 11.985                   | 1,7   | ▲1,3             |
| UKUP                          | Bob McCartney        | 13         | 0     | ▼1               | 10.452                   | 1,5   | ▲0,7             |
| PUP                           | Dawn Purvis          | 3          | 1     | ▬                | 3.822                    | 0,6   | ▼0,6             |
| Conservative Party            | David Cameron        | 9          | 0     | —                | 3.457                    | 0,5   | ▲0,3             |
| Republican Sinn Féin          | Ruairí Ó Brádaigh    | 6          | 0     | —                | 2.522                    | 0,4   | –                |
| Socialist Environmental       | Goretti Horgan       | 1          | 0     | —                | 2.045                    | 0,3   | ▼0,1             |
| UKIP                          | Nigel Farage         | 1          | 0     | —                | 1.229                    | 0,2   | –                |
| Workers’ Party                | John Lowry           | 6          | 0     | —                | 975                      | 0,1   | ▼0,1             |
| People Before Profit Alliance | Gordon Hewitt        | 1          | 0     | —                | 774                      | 0,1   | –                |
| Socialist Party               | Peter Hadden         | 2          | 0     | —                | 473                      | 0,1   | ▲0,1             |
| Make Politicians History      | Ronnie Carroll       | 4          | 0     | —                | 221                      | 0,0   | –                |
| Labour Party                  | Malachi Curran       | 1          | 0     | —                | 123                      | 0,0   | –                |
| Procapitalism                 | Samuel Charles Smyth | 1          | 0     | —                | 22                       | 0,0   | –                |
| Gesamt                        | Gesamt               | 255        | 108   | —                | 690.313                  | 100,0 | —                |

## Beurteilung
Verglichen zur vorangegangenen Wahl 2003 gewannen die DUP (+6), Sinn Féin (+4) und die Alliance (+1) an Mandaten hinzu, und die Grüne Partei Nordirlands gewann erstmals einen Sitz. Verlierer waren die UUP (−9), die SDLP (−2) und UKUP (−1). Unverändert mit einem Sitz war die PUP in der Nordirland-Versammlung vertreten. Nach dem Abkommen von St Andrews erhielten die Parteien anteilig Posten in der anschließend neu gebildeten Regionalregierung von Nordirland.
| Ressort                                             | Minister           | Partei | Partei    |
| --------------------------------------------------- | ------------------ | ------ | --------- |
| First Minister                                      | Ian Paisley        |        | DUP       |
| Deputy First Minister                               | Martin McGuinness  |        | Sinn Féin |
| Wirtschaft, Handel und Investitionen                | Nigel Dodds        |        | DUP       |
| Finanzen und Personal                               | Peter Robinson     |        | DUP       |
| Regionale Entwicklung                               | Conor Murphy       |        | Sinn Féin |
| Bildung                                             | Caitríona Ruane    |        | Sinn Féin |
| Beschäftigung und Weiterbildung                     | Reg Empey          |        | UUP       |
| Umwelt                                              | Arlene Foster      |        | DUP       |
| Kultur                                              | Edwin Poots        |        | DUP       |
| Gesundheit, Soziale Dienste, Öffentliche Sicherheit | Michael McGimpsey  |        | UUP       |
| Landwirtschaft, ländliche Entwicklung               | Michelle Gildernew |        | Sinn Féin |
| Soziale Entwicklung                                 | Margaret Ritchie   |        | SDLP      |